# Bói cá bạc bắc Philippines
Bói cá bạc bắc Philippines (danh pháp khoa học: Ceyx flumenicola) là một loài chim trong họ Alcedinidae. Nó là loài đặc hữu các đảo miền trung Philippines.

## Vấn đề phân loại
Ceyx flumenicola cho tới năm 2011 từng được coi là phân loài Alcedo argentata flumenicola của loài Alcedo argentata - tên gọi tiếng Anh là Silvery kingfisher (bói cá bạc).
Phân loài Alcedo argentata argentata có ở các đảo Mindanao, Basilan, Dinagat và Siargao (miền nam Philippines) còn phân loài Alcedo argentata flumenicola có ở các đảo Samar, Leyte và Bohol (miền trung Philippines). Năm 2011, Collar N. J. cho rằng 2 phân loài này là 2 loài riêng biệt, với  Alcedo argentata argentata là bói cá bạc nam Philippines còn Alcedo argentata flumenicola là bói cá bạc bắc Philippines. Năm 2013 Andersen et al. chuyển Alcedo argentata trở lại chi Ceyx, đồng thời tách ra thành 2 loài riêng biệt là Ceyx argentatus và Ceyx flumenicola. Hiện nay IOC World Bird List gọi Ceyx argentatus là Southern Silvery Kingfisher và Ceyx flumenicola là Northern Silvery Kingfisher.